# Olympische Winterspiele 2022/Teilnehmer (Litauen)
| Gelbes Symbol für Goldmedaillen mit stilisierten Olympischen Ringen | Graues Symbol für Silbermedaillen mit stilisierten Olympischen Ringen | Braundes Symbol für Bronzemedaillen mit stilisierten Olympischen Ringen |
| ------------------------------------------------------------------- | --------------------------------------------------------------------- | ----------------------------------------------------------------------- |
| —                                                                   | —                                                                     | —                                                                       |

Litauen nahm an den Olympischen Winterspielen 2022 in Peking mit 13 Athleten, davon acht Männer und fünf Frauen, in vier Sportarten teil. Es war die zehnte Teilnahme an Olympischen Winterspielen.

## Teilnehmer nach Sportarten

### Biathlon
| Athleten                                                     | Wettbewerbe        | Zeit        | Fehler         | Rang |
| ------------------------------------------------------------ | ------------------ | ----------- | -------------- | ---- |
| Frauen                                                       |                    |             |                |      |
| Gabrielė Leščinskaitė                                        | 7,5 km Sprint      | 23:37,1 min | 0 (0+0)        | 63   |
| Gabrielė Leščinskaitė                                        | 15 km Einzel       | 51:39,2 min | 4 (1+1+0+2)    | 61   |
| Männer                                                       |                    |             |                |      |
| Karol Dombrovski                                             | 10 km Sprint       | 27:11,2 min | 1 (0+1)        | 73   |
| Karol Dombrovski                                             | 20 km Einzel       | 56:30,1 min | 4 (0+1+0+3)    | 71   |
| Linas Banys                                                  | 10 km Sprint       | 28:05,8 min | 3 (1+2)        | 90   |
| Linas Banys                                                  | 20 km Einzel       | 57:46,2 min | 3 (1+1+0+1)    | 79   |
| Tomas Kaukėnas                                               | 10 km Sprint       | 27:27,9 min | 2 (1+1)        | 80   |
| Tomas Kaukėnas                                               | 20 km Einzel       | 56:30,0 min | 5 (1+0+2+2)    | 70   |
| Vytautas Strolia                                             | 10 km Sprint       | 26:22,4 min | 2 (1+1)        | 43   |
| Vytautas Strolia                                             | 12,5 km Verfolgung | 48:47,8 min | 10 (2+3+1+4)   | 58   |
| Vytautas Strolia                                             | 20 km Einzel       | 52:10,4 min | 1 (0+0+0+1)    | 21   |
| Tomas Kaukėnas Vytautas Strolia Karol Dombrovski Linas Banys | 4 × 7,5-km-Staffel | 1:25:37,8 h | 0+11 (0+5 0+6) | 14   |

### Eiskunstlauf
| Athleten                              | Wettbewerbe | Rhythmustanz | Rhythmustanz | Kürtanz       | Kürtanz       | Gesamt | Gesamt |
| Athleten                              | Wettbewerbe | Punkte       | Rang         | Punkte        | Rang          | Punkte | Rang   |
| ------------------------------------- | ----------- | ------------ | ------------ | ------------- | ------------- | ------ | ------ |
| Mixed                                 |             |              |              |               |               |        |        |
| Paulina Ramanauskaitė Deividas Kizala | Eistanz     | 58,35        | 23           | ausgeschieden | ausgeschieden | 58,35  | 23     |

### Ski Alpin
| Athleten          | Wettbewerbe  | 1. Lauf     | 1. Lauf | 2. Lauf       | 2. Lauf       | Gesamt        | Gesamt        |
| Athleten          | Wettbewerbe  | Zeit        | Rang    | Zeit          | Rang          | Zeit          | Rang          |
| ----------------- | ------------ | ----------- | ------- | ------------- | ------------- | ------------- | ------------- |
| Frauen            |              |             |         |               |               |               |               |
| Gabija Šinkūnaitė | Slalom       | DNF         | DNF     | ausgeschieden | ausgeschieden | ausgeschieden | ausgeschieden |
| Männer            |              |             |         |               |               |               |               |
| Andrej Drukarov   | Riesenslalom | 1:05,78 min | 20      | DNF           | DNF           | ausgeschieden | ausgeschieden |
| Andrej Drukarov   | Slalom       | DNS         | DNS     | DNS           | DNS           | DNS           | DNS           |

### Skilanglauf
| Athleten          | Wettbewerbe     | Zeit        | Rang |
| ----------------- | --------------- | ----------- | ---- |
| Frauen            |                 |             |      |
| Eglė Savickaitė   | 10 km klassisch | 38:26,5 min | 89   |
| Ieva Dainytė      | 10 km klassisch | 39:07,4 min | 91   |
| Männer            |                 |             |      |
| Tautvydas Strolia | 15 km klassisch | 46:53,1 min | 83   |

| Athleten                             | Wettbewerbe | Qualifikation | Qualifikation | Viertelfinale | Viertelfinale | Halbfinale    | Halbfinale    | Finale        | Finale        | Rang |
| Athleten                             | Wettbewerbe | Zeit          | Rang          | Zeit          | Rang          | Zeit          | Rang          | Zeit          | Rang          | Rang |
| ------------------------------------ | ----------- | ------------- | ------------- | ------------- | ------------- | ------------- | ------------- | ------------- | ------------- | ---- |
| Frauen                               |             |               |               |               |               |               |               |               |               |      |
| Ieva Dainytė                         | Sprint      | 4:10,99 min   | 86            | ausgeschieden | ausgeschieden | ausgeschieden | ausgeschieden | ausgeschieden | ausgeschieden | 86   |
| Eglė Savickaitė                      | Sprint      | 4:03,60 min   | 82            | ausgeschieden | ausgeschieden | ausgeschieden | ausgeschieden | ausgeschieden | ausgeschieden | 82   |
| Eglė Savickaitė Ieva Dainytė         | Team-Sprint | —             | —             | —             | —             | LAP           | 14            | ausgeschieden | ausgeschieden | 23   |
| Männer                               |             |               |               |               |               |               |               |               |               |      |
| Tautvydas Strolia                    | Sprint      | 3:01,28 min   | 68            | ausgeschieden | ausgeschieden | ausgeschieden | ausgeschieden | ausgeschieden | ausgeschieden | 68   |
| Modestas Vaičiulis                   | Sprint      | 3:06,76 min   | 49            | ausgeschieden | ausgeschieden | ausgeschieden | ausgeschieden | ausgeschieden | ausgeschieden | 49   |
| Modestas Vaičiulis Tautvydas Strolia | Team-Sprint | —             | —             | —             | —             | 22:17,79 min  | 12            | ausgeschieden | ausgeschieden | 24   |